# Angel of the Night
Albums de Angela Bofill
Angie
(1978) Something About You
(1981)
Singles
Angel Of The Night est le second album de la chanteuse Angela Bofill, sorti en 1979.
Après le premier succès de son premier album, Angela Bofill travailla intensément à la création de ce second album. Après sa sortie, l’album ainsi que les singles devinrent rapidement des classiques.
L’album fut remasterisé puis réédité en 2001 sur le label Buddah Records.

## Liste des titres

### Face A
| No | Titre                           | Durée |
| -- | ------------------------------- | ----- |
| 1. | I Try                           | 5:34  |
| 2. | People Make The World Go 'Round | 4:32  |
| 3. | Angel Of The Night              | 5:02  |
| 4. | Rainbow Child (Little Pas)      | 3:43  |

### Face B
| No | Titre                                    | Durée |
| -- | ---------------------------------------- | ----- |
| 1. | What I Wouldn't Do (For The Love Of You) | 3:29  |
| 2. | The Feelin's Love                        | 5:07  |
| 3. | Love To Last                             | 4:54  |
| 4. | The Voyage                               | 5:30  |

## Participants
- Angela Bofill - Piano, Chant
- Vivian Cherry - Chœurs
- Connie Harvey - Chœurs
- Patti Austin - Chœurs
- Barry Finclair - Cordes
- Bill Stafford - Coordinateur du projet
- Buddy Williams - Batterie
- Eddie Daniels - Saxophone
- Carol Steele - Percussions, Conga, Shekere
- Charles McCracken - Cordes
- Dana Renert - Coordinateur du projet
- Dave Grusin - Piano, Arrangeur, Chef d'orchestre, Claviers, Producteur, Oberheim, Mixage, Mini Moog